# Diego Oliveira Silva
Diego Oliveira Silva, oder einfach nur Diego (* 26. Dezember 1990 in Guarulhos) ist ein brasilianischer Fußballspieler.

## Karriere
Diego Oliveira Silva erlernte das Fußballspielen in der Jugendmannschaft von AD Guarulhos in seiner Geburtsstadt Guarulhos. Hier spielte er bis Ende 2013. 2014 wechselte er zu AE Santacruzense nach Santa Cruz do Rio Pardo. Im September 2014 wechselte er zum Five Islands FC. Der Verein aus Saint John’s im Inselstaat Antigua und Barbuda spielte in der ersten Liga, der Premier League. Nach einem Jahr wechselte Silva zum Ligakonkurrenten Parham FC nach Parham. Im Mai 2016 ging er nach Asien. Hier unterschrieb er in Vietnam einen Vertrag beim FC Đồng Tháp. Der Club aus Cao Lãnh spielte in der ersten Liga, der V.League 1. Am Ende der Saison belegte der Verein den letzten Tabellenplatz und musste somit in die zweite Liga absteigen. Nach 14 Erstligaspielen in Vietnam ging Silva 2017 nach Thailand, wo er sich dem Viertligisten BTU United FC anschloss. Der Verein aus der Hauptstadt Bangkok spielte in der Thai League 4 in der Western Region. Ende 2017 wurde er mit dem Verein Tabellendritter und stieg anschließend in die dritte Liga auf. Nach dem Aufstieg verließ er Bangkok. In Nakhon Pathom unterschrieb er einen Zweijahresvertrag beim ebenfalls in der vierten Liga spielenden Nakhon Pathom United FC. Ende 2018 wurde er mit dem Klub Meister und stieg in die dritte Liga auf. In der Saison erzielte er 29 Tore in der T4. 2019 spielte er mit Nakhon Pathom in der dritten Liga, der Thai League 3, in der Lower Region. Hier wurde er am Ende der Saison wieder Meister und stieg in die zweite Liga auf. Für Nakhon Pathom schoss er in der Aufstiegssaison 13 Tore. Nach dem Aufstieg verließ er Thailand und wechselte wieder nach Vietnam. Der Erstligist Hải Phòng FC aus Hải Phòng nahm ihn Ende 2019 bis Ende April 2021 unter Vertrag. Für Hải Phòng absolvierte er 17 Erstligaspiele. Anfang Juli 2021 kehrte er wieder nach Thailand zurück. Hier schloss er sich dem Drittligisten Nakhon Si United FC aus Nakhon Si Thammarat an. Am Ende der Saison 2021/22 feierte er mit dem Verein die Vizemeisterschaft der Region. Als Vizemeister nahm er an der National Championship der dritten Liga teil. Hier belegte man den dritten Platz und stieg in die zweite Liga auf. Nach dem Aufstieg verließ Silva den Verein und schloss sich im Juli 2022 dem Zweitligisten Chainat Hornbill FC an. Für den Verein aus Chainat bestritt er 34 Ligaspiele. Nach der Saison wurde sein Vertrag im Sommer 2023 nicht verlängert. Im Juni 2023 zog es ihn in die Vereinigten Arabischen Emirate. Hier schloss er sich für ein halbes Jahr dem Zweitligisten Masfout Club an. Von Mitte Februar 2024 bis Juli 2024 stand er im Oman beim Erstligisten Ibri Club unter Vertrag. Für den Verein aus Ibri bestritt er drei Erstligaspiele. Im Juli 2024 kehrte er nach Thailand zurück. Hier unterschrieb er in Trat einen Vertrag beim Erstligaabsteiger Trat FC. Nach 15 Ligaspielen für den Verein aus Trat wurde sein Vertrag im Dezember 2024 nicht verlängert. Im Januar 2025 verpflichtete ihn der Drittligist Roi Et PB United FC. Mit dem Verein aus Roi Et spielte er achtmal in der North/Eastern Region der Liga. Im Juli 2025 verließ er den Verein und schloss sich in Uttaradit dem in der Northern Region spielenden TPF Uttaradit FC an.

## Erfolge
Nakhon Pathom United FC
- Thai League 4 – West: 2018  ▲
- Thai League 3 – Lower: 2019  ▲

Nakhon Si United FC
- Thai League 3 – South: 2021/22 (Vizemeister)
- National Championship: 2021/22 (3. Platz)  ▲

## Sonstiges
Diego Oliveira Silva ist der Bruder von Phillerson.